# Är du bedrövad, av sorger trängd
Är du bedrövad, av sorger trängd är en sång från 1936 med text och musik av Elsa Eklund.

## Publicerad i
- Frälsningsarméns sångbok 1968 som nr 116 under rubriken "Frälsning".
- Frälsningsarméns sångbok 1990 som nr 379 under rubriken "Frälsning".
- Sångboken 1998 som nr 149.